# Shupenzë
Shupenzë là một xã trong quận Bulqizë thuộc hạt Dibër, Albania. Dân số năm 2005 là 6847 người.